# Donald Adams
Pour les articles homonymes, voir Adams.
Donald Adams est un acteur et basse bouffe britannique né le 20 décembre 1928 à Bristol (Royaume-Uni) et mort le 8 avril 1996 à Norwich (Royaume-Uni). Il est connu pour avoir chanté dans les opérettes de Gilbert et Sullivan.

## Filmographie
- 1965 : Patience (TV) : Col. Calverley
- 1966 : Ruddigore : Sir Roderic Murgatroyd (voix)
- 1967 : The Mikado : Mikado
- 1972 : The Yeomen of the Guard (TV) : Sgt. Meryll
- 1972 : Trial by Jury (TV) : The Usher
- 1972 : Ruddigore (TV) : Sir Roderic
- 1972 : The Pirates of Penzance (TV) : The Pirate King
- 1972 : The Mikado (TV) : The Mikado of Japan
- 1972 : Iolanthe (TV) : Earl of Mountararat
- 1972 : H.M.S. Pinafore (TV) : Dick Deadeye
- 1972 : The Gondoliers (TV) : Don Alhambra del Bolero, the Grand Inquisitor of Spain
- 1982 : The Sorcerer (TV) : Sir Marmaduke Pointdextre
- 1982 : Ruddigore (TV) : Sir Roderic Murgatroyd
- 1982 : Patience (TV) : Col. Calverly
- 1988 : Káta Kavanová (TV) : Dikoj
- 1994 : Le Nozze di Figaro (TV) : Antonio